# 知恵の輪

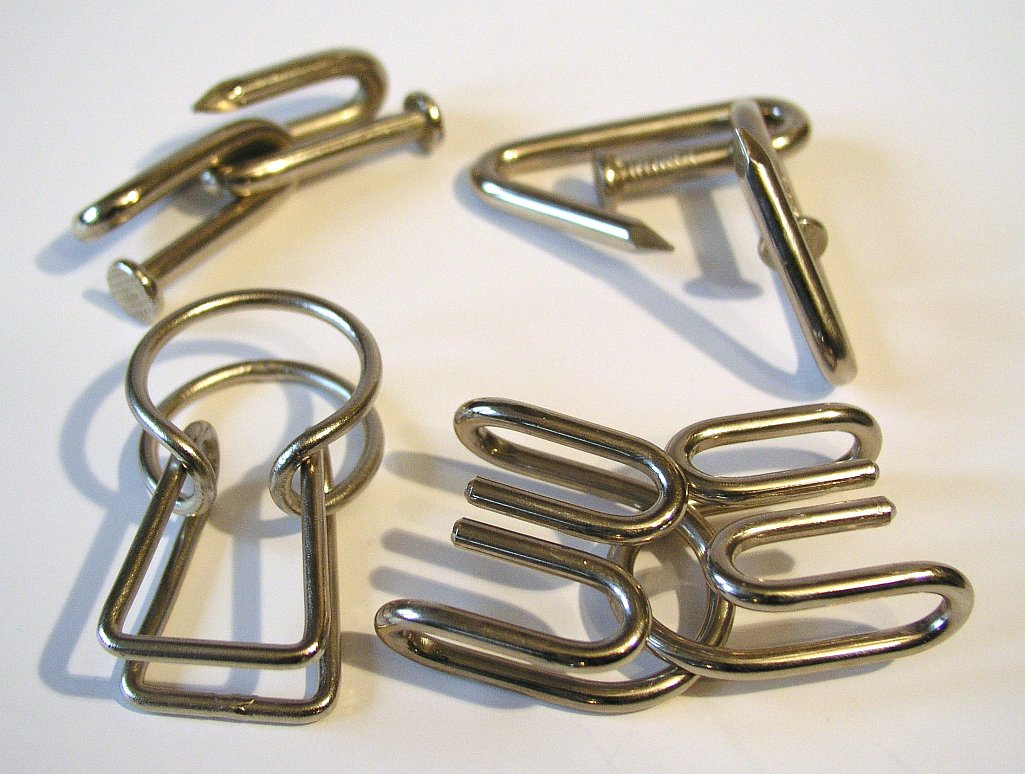
知恵の輪

知恵の輪（ちえのわ、英: disentanglement puzzle）とは、パズルの一種で、簡単に外せない一組（2つ以上）の部品を、繋げたり外したりする遊びである。ただし、外すのではなく部品同士を特定の形にもってゆくことを目的とするものもある。また、大抵のものは特定の外し方によって簡単に外せるが、手順が複雑なために外し方を知っていても、外すまでに時間が掛かるものも存在する。
外す方法を探すために試行錯誤する過程を楽しむ。また、外した後には元の形に戻すことも楽しみの一つとなる。元の形のみならず、複数のパターンがあって、それらの内で目指す形に戻すのを楽しみとするような作品もある（「キャストパズル」のキャストキーリング等）。
部品には金属や紐がよく使用される。金属は容易に変形できないために、外すための障害となる。逆に紐は軟らかいため、変形させて金属部品の隙間を通したり、場合によっては狭い隙間を通すこともある。木製のものや紙製のものもあり、素材によらず知恵の輪となる可能性を秘めている。
位相幾何学的には、紐の知恵の輪は、紐に充分な長さがあると仮定し、かつ金属部品（固定部品）の部分もまた紐で作られていたと想定したときに外れるのなら、必ず外せる。逆に、金属部品の部分も紐だったとしても外せないなら、当然外せない。

## 主な知恵の輪
チャイニーズリング
その名が表す通り中国で生まれた知恵の輪。「九連環」とも呼ばれる。一つながりになった輪から別の一本の輪を外すのが目的。ハノイの塔などと同様に解答の動きは規則的であり、輪の数がひとつ増えるたびに手数は2nのオーダーで増える。
ボタンホールパズル
サム・ロイドの作品。先端に輪になった紐がついた棒である。この紐の部分を相手の衣服のボタンの穴につけて外させる。
はずる（旧称：キャストパズル）
鋳造によって作られた金属製の知恵の輪。元々は19世紀にイギリスで作られた物だが、現在多くの復刻版や新作が芦ヶ原伸之監修の元ハナヤマより発売されている。
従来の知恵の輪がおもちゃ屋でしか販売されなかったのに対し、書店やコンビニエンスストアなどでも販売された。また、携帯電話のストラップにもなった。
パズルリング
パズルリングの始まりは15世紀のトルコとされている。戦争に出る兵士が、国に残してきた愛する女性にこのパズルリングを装着させ、そして帰ってきたときにこの指輪がバラバラになっていたら浮気をした証拠として、自分だけを愛し続け待っていて欲しいと願いを込めたメッセージリング。